# Frank Foss
Pour les articles homonymes, voir Foss.
Frank Kent Foss (né le 9 mai 1895 à Chicago - mort le 5 avril 1989 à Hinsdale) est un athlète américain spécialiste du saut à la perche.
Mobilisé durant la Première Guerre mondiale, Frank Foss reprend les compétitions d'athlétisme en 1919, réalisant notamment un saut à 4,05 m. Sélectionné pour les Jeux olympiques d'été de 1920 à Anvers, il remporte sous la pluie le concours du saut à la perche avec 4,09 m, établissant un nouveau record du monde de la discipline. Il devance de près de quarante centimètres son suivant, le Danois Henry Petersen, soit le plus grand écart jamais enregistré en grande compétition entre le premier et le second.

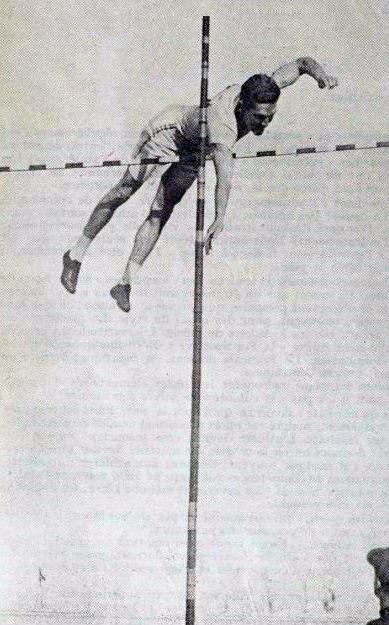
Franck Foss, vainqueur du saut à la perche aux Jeux olympiques de 1920.

## Palmarès
| Date | Compétition     | Lieu   | Résultat | Marque      |
| ---- | --------------- | ------ | -------- | ----------- |
| 1920 | Jeux olympiques | Anvers | 1er      | 4,09 m (RM) |